# Katja Bargum

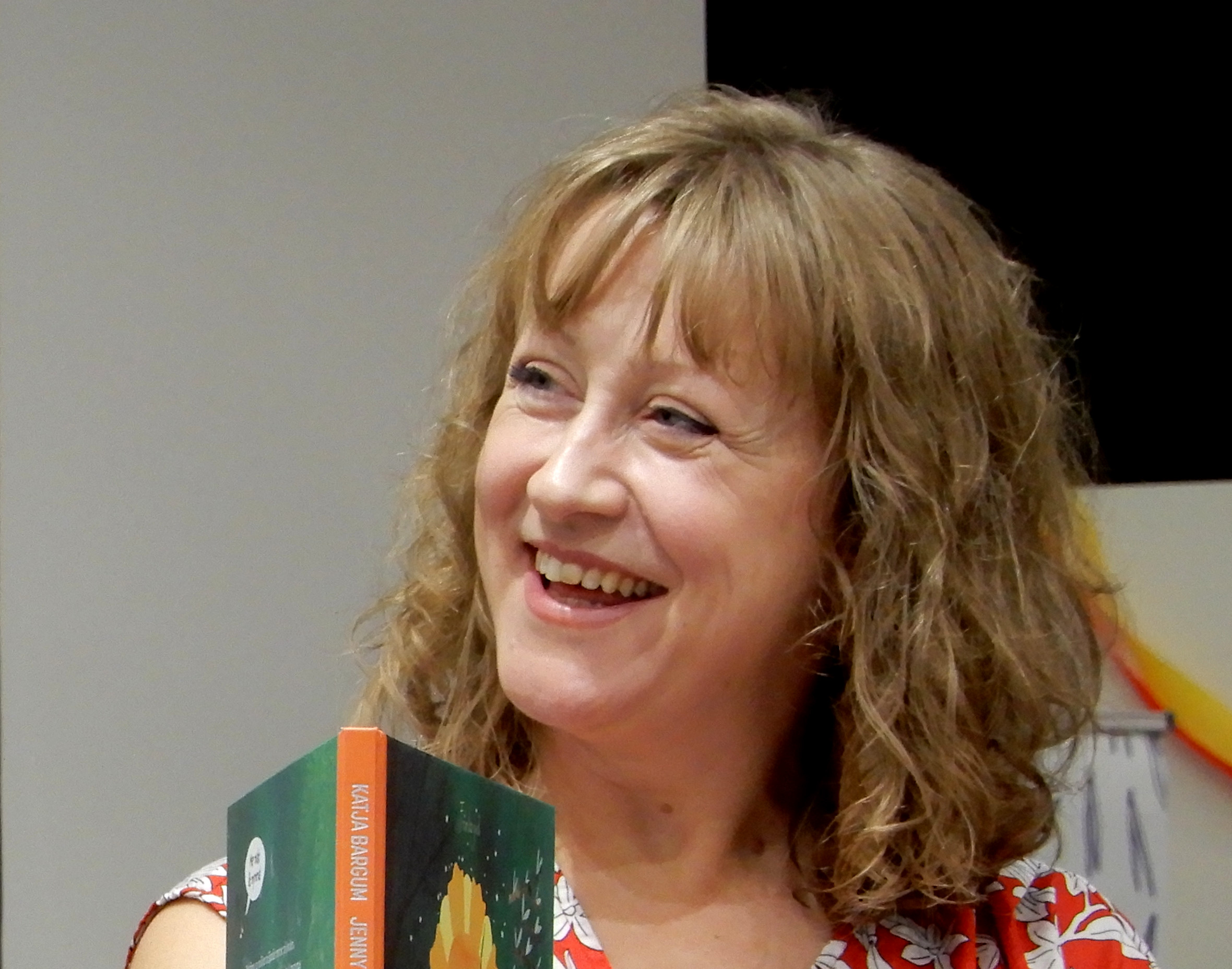
Katja Bargum på Bokmässan i Göteborg 2022

Katja Bargum, född 1978, är en finlandssvensk vetenskapsjournalist.
Bargum är dotter till författaren Johan Bargum. Hon disputerade 2007 vid Helsingfors Universitet med en avhandling om myrors sociala liv . Därefter har hon arbetat som vetenskapskommunikatör och vetenskapsjournalist bland annat som chefredaktör för vetenskapstidskriften Trends in Ecology & Evolution , 2020 arbetar hon som mediaplanerare vid YLE. Bargum har också skrivit populärvetenskapliga böcker.

### Fackböcker
- 2008 –  Torsken som krympte och andra evolutionära mirakel. Helsingfors: Söderström. Libris 11232822. ISBN 9789515225542
- 2019 –  Myrornas hemliga liv. Helsingfors: Förlaget. Libris nx2m7pcklwqpbdb3. ISBN 9789523332027
- 2022 – Bargum, Katja. Myrornas rekordbok. Förlaget. ISBN 9789523334601. https://forlaget.com/bocker/myrornas-rekordbok/
- 2024 –  Fjärilarnas rekordbok. Förlaget M. Libris vcdvgxrtssl1zt8f. ISBN 9789523335790